# A Thousand to One
A Thousand to One er en amerikansk stumfilm fra 1920 af Rowland V. Lee.

## Medvirkende
- Hobart Bosworth som William Newlands
- Ethel Grey Terry som Beatrice Crittenden
- Charles West som Jimmy Munroe
- Landers Stevens som Steven Crawford
- J. Gordon Russell som Georgeson
- Fred Kohler som Donnelly